# Patrick Burris
Patrick Mitsugi „Pat” Burris (ur. 28 grudnia 1950 w ʻAiea) – amerykański judoka. Dwukrotny olimpijczyk. Zajął trzynaste miejsce w Montrealu 1976 i osiemnaste w Monachium 1972. Walczył w wadze półśredniej.
Uczestnik mistrzostw świata w 1971, 1973 i 1975. Brązowy medalista igrzysk panamerykańskich w 1975. Mistrz panamerykański w 1970 i trzeci w 1974 roku. 

## Letnie Igrzyska Olimpijskie 1972
| Konkurencja | Rundy eliminacyjne          | Klas. końcowa |
| Konkurencja | Przeciwnik I                | Miejsce       |
| ----------- | --------------------------- | ------------- |
| 70 kg       | Engelbert Dörbrandt (FRG) P | 18.           |

## Letnie Igrzyska Olimpijskie 1976
| Konkurencja | Rundy eliminacyjne     | Rundy eliminacyjne   | Klas. końcowa |
| Konkurencja | Przeciwnik I           | Przeciwnik II        | Miejsce       |
| ----------- | ---------------------- | -------------------- | ------------- |
| 70 kg       | Carlos Miranda (PUR) Z | Patrick Vial (FRA) P | 13.           |